# Lijst van voetbalinterlands Benin - Zambia
Deze lijst van voetbalinterlands is een overzicht van alle officiële voetbalwedstrijden tussen de nationale teams van Benin en Zambia. De landen speelden tot op heden vijf keer tegen elkaar. De eerste ontmoeting, een kwalificatiewedstrijd voor de Afrika Cup 2004, werd gespeeld in Lusaka op 12 oktober 2002. Het laatste duel, een vriendschappelijke wedstrijd, vond plaats op 27 maart 2022 in Aksu (Turkije)

## Wedstrijden
| № | Plaats     | Datum           | Competitie                   | Wedstrijd      | Uitslag |
| - | ---------- | --------------- | ---------------------------- | -------------- | ------- |
| 1 | Lusaka     | 12 oktober 2002 | Afrika Cup 2004 kwalificatie | Zambia − Benin | 1 − 1   |
| 2 | Cotonou    | 6 juli 2003     | Afrika Cup 2004 kwalificatie | Benin − Zambia | 3 − 0   |
| 3 | Porto-Novo | 13 oktober 2019 | Vriendschappelijk            | Benin − Zambia | 2 − 2   |
| 4 | Cotonou    | 8 juni 2021     | Vriendschappelijk            | Benin − Zambia | 2 − 2   |
| 5 | Aksu       | 27 maart 2022   | Vriendschappelijk            | Zambia − Benin | 1 − 2   |

## Samenvatting
| Competitie              | Totaal gespeeld | Winst Benin | Gelijk | Winst Zambia | Doelsaldo Benin – Zambia |
| ----------------------- | --------------- | ----------- | ------ | ------------ | ------------------------ |
| Afrika Cup-kwalificatie | 2               | 1           | 1      | 0            | 4 − 1                    |
| Vriendschappelijk       | 3               | 1           | 2      | 0            | 6 − 5                    |
| Totaal                  | 5               | 2           | 3      | 0            | 10 − 6                   |

Wedstrijden bepaald door strafschoppen worden, in lijn met de FIFA, als een gelijkspel gerekend.
FBF · 
Benins vrouwenelftal · Olympisch elftal
Algerije ·
Angola ·
Burkina Faso ·
Burundi ·
Congo-Brazzaville ·
Congo-Kinshasa ·
Egypte ·
Equatoriaal-Guinea ·
Ethiopië ·
Gabon ·
Gambia ·
Ghana ·
Guinee ·
Guinee-Bissau ·
Ivoorkust ·
Kameroen ·
Lesotho ·
Liberia ·
Libië ·
Madagaskar ·
Malawi ·
Mali ·
Marokko ·
Mauritanië ·
Mozambique ·
Namibië ·
Niger ·
Nigeria ·
Oeganda ·
Oman ·
Rwanda ·
Sao Tomé en Principe ·
Senegal ·
Sierra Leone ·
Soedan ·
Tanzania ·
Togo ·
Tsjaad ·
Tunesië ·
Verenigde Arabische Emiraten ·
Zambia ·
Zimbabwe ·
Zuid-Afrika ·
Zuid-Soedan
FAZ · 
A-internationals · 
Selecties · 
Statistieken · 
Zambiaans vrouwenelftal · 
Olympisch elftal · 
Zambia U21 · 
Zambia U20 · 
Zambia U18 · 
Zambia U17
1964 – 1979 ·
1980 – 1989 ·
1990 – 1999 ·
2000 – 2009 ·
2010 – 2019 ·
2020 − 2029
1964 ·
1965 ·
1966 ·
1967 ·
1968 ·
1969 ·
1970 ·
1971 ·
1972 ·
1973 ·
1974 ·
1975 ·
1976 ·
1977 ·
1978 ·
1979 ·
1980 ·
1981 ·
1982 ·
1983 ·
1984 ·
1985 ·
1986 ·
1987 ·
1988 ·
1989 ·
1990 ·
1991 ·
1992 ·
1993 ·
1994 ·
1995 ·
1996 ·
1997 ·
1998 ·
1999 ·
2000 ·
2001 ·
2002 ·
2003 ·
2004 ·
2005 ·
2006 ·
2007 ·
2008 ·
2009 ·
2010 ·
2011 ·
2012 ·
2013 ·
2014 ·
2015 ·
2016 ·
2017 ·
2018 ·
2019 ·
2020 ·
2021 ·
2022
Algerije · 
Angola ·
België ·
Benin ·
Botswana ·
Brazilië ·
Burkina Faso ·
Burundi ·
Chili ·
China ·
Comoren ·
Congo-Brazzaville ·
Congo-Kinshasa ·
Djibouti ·
Ecuador ·
Egypte ·
Equatoriaal-Guinea ·
Ethiopië ·
Gabon ·
Gambia ·
Ghana ·
Guinee ·
Guinee-Bissau ·
Honduras ·
India ·
Irak ·
Iran ·
Israël ·
Ivoorkust ·
Jamaica ·
Japan ·
Jemen ·
Jordanië ·
Kaapverdië ·
Kameroen ·
Kenia ·
Koeweit ·
Lesotho ·
Liberia ·
Libië ·
Madagaskar ·
Malawi ·
Mali ·
Marokko ·
Mauritanië ·
Mauritius ·
Mozambique ·
Namibië ·
Niger ·
Nigeria ·
Noord-Korea ·
Oeganda ·
Oman ·
Rwanda ·
Saoedi-Arabië ·
Senegal ·
Seychellen ·
Sierra Leone ·
Soedan ·
Somalië ·
Swaziland ·
Tanzania ·
Togo ·
Tsjaad ·
Tunesië ·
Zimbabwe ·
Zuid-Afrika ·
Zuid-Korea
Ivoorkust (2012)